# Freycinetia formosana
Freycinetia formosana är en enhjärtbladig växtart som beskrevs av William Botting Hemsley. Freycinetia formosana ingår i släktet Freycinetia och familjen Pandanaceae.

## Underarter
Arten delas in i följande underarter:
- F. f. banahaensis
- F. f. formosana

## Bildgalleri

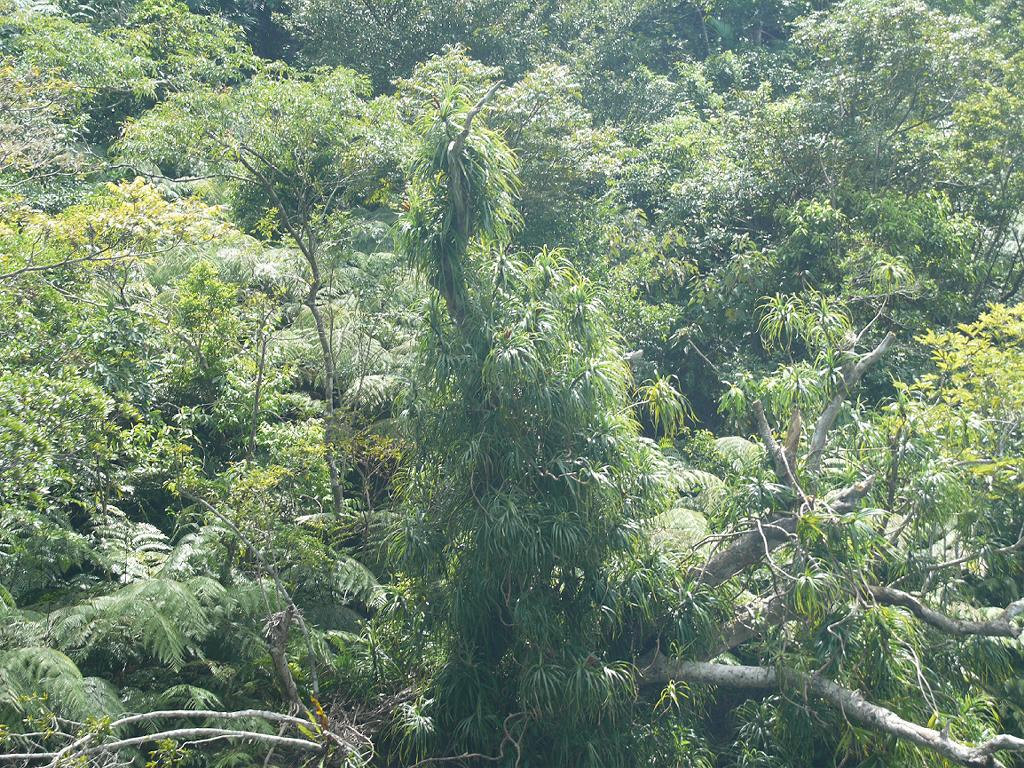